# Lutz Stützner
Lutz Stützner (* 14. April 1957 in Königsbrück; † 6. September 2021 in Dresden) war ein deutscher Trickfilmregisseur und Zeichner.

## Werdegang
Der in Königsbrück geborene Lutz Stützner erlernte nach zehn Jahren Schulausbildung an einer Dresdner Polytechnischen Oberschule den Beruf Dekorateur mit Spezialisierung Plakatmaler. Während der Ausbildung lernte er Otto Gerd Müller, den künstlerischen Leiter der DEFA-Trickfilmstudios zu dieser Zeit, kennen. Durch Müller ermutigt, bewarb er sich erfolgreich um eine Stelle als sogenannter Zwischenphasenzeichner und Volontär bei den Trickfilmstudios. Nach der Rückkehr vom Militärdienst erlangte er die Position Animator. Mit zunehmender Erfahrung und Erweiterung seiner Ausbildung durch ein nebenberufliches Studium zur Gebrauchsgrafik an der Fachschule für Werbung und Gestaltung Berlin bis 1982 konnte er in den Dresdner Studios auch als Autor und Regisseur seine Fähigkeiten unter Beweis stellen.
In den weiteren Jahren seines Schaffens entstanden international erfolgreiche Produktionen, unter anderem auch in Zusammenarbeit mit Klaus Georgi zum Beispiel bei „Konsequenz“ und mit Sandor Jesse an „Weihnachtsmärchen“. Er wirkte auch an dem bekannten Trickfilm Der kleine Eisbär (2001) mit. Das Dixie-Nilpferd, das Maskottchen des Internationalen Dixieland Festivals Dresdens, verdankt ihm seine Schöpfung.
Stützner war Gründungsmitglied und Vorstandsvorsitzender des Deutschen Instituts für Animationsfilm (DIAF). Durch seinen Einsatz wurde ab 1992 Nachlass von abgewickelten Film-Produktionsstätten gerettet.

## Familie
Lutz Stützner war mit der Autorin und Illustratorin Sylvia Stützner verheiratet. Sie wurden gemeinsam mehrmals Eltern und Großeltern. Seine erstgeborene Tochter Katja Kindermann ist mit TV-Moderator Rene Kindermann verheiratet.

## Filmografie (Auswahl)
- Herzdame (1985), Regie
- Konsequenz (1986), Gestaltung, Animation
- Mausi und Kilo (Kleinserie), Regie, Szenarium, Animation
- Die Panne (1988), Regie, Drehbuch
- Das Monument (1989), Regie
- Inselwitz (1990), Regie, Drehbuch
- Der Sieger (1990), Regie
- Ein Weihnachtsmärchen (1994), Regie[5]
- Am Anfang war (1996), Regie
- Der kleine Eisbär (2001), Mitarbeit
- A Miracle (2003), Regie, Drehbuch, Produzent
- Der kleine König Macius (2005–2007), Regie
- Der Wolf (2011), Regie, Drehbuch, Kamera, Schnitt
- Die Abenteuer des jungen Marco Polo (2010–2013), Regie
- Höchste Zeit, Herold (2016), Drehbuch
- Rabe Socke 3 (2019)
- Fritzi – eine Wendewundergeschichte (2019) Layouter

## Sonstige Werke (Auswahl)
- Auf der Festung Königstein – Eine Zeitreise mit Schließkapitän Clemens, Illustrationen in Zusammenarbeit mit Ehefrau Sylvia Stützner (Text)[6]
- Oswin, Comics für die Sächsische Zeitung als Zeichner[7]
- DIXIE-Nilpferd, Zeichner
- Bio-Wetter-Wuschel, MDR, Zeichner
- Affenbande, Porzellanmanufaktur Meißen, Zeichner[8]